# Carlos Manuel de Céspedes (1819–1874)
Carlos Manuel de Céspedes del Castillo (ur. 18 kwietnia 1819 w Bayamo w prowincji Oriente; zm. w lutym 1874 w San Lorenzo) – kubański plantator, który zasłynął dzięki darowaniu wolności swoim niewolnikom i ogłoszeniu deklaracji niepodległości Kuby w roku 1868. Wydarzenie to zapoczątkowało wojnę dziesięcioletnią.

## Wojna dziesięcioletnia
Cespedes był właścicielem ziemskim oraz prawnikiem, pochodzącym ze wschodniej Kuby. Po powrocie z Hiszpanii w roku 1844, zakupił posiadłość La Demajagua, na której założono plantację tytoniu. 10 października 1868 r. ogłosił akt Grito de Yara („krzyk miasta Yara”), który proklamował niepodległość Kuby. Deklaracja stała się bezpośrednią przyczyną wybuchu wojny dziesięcioletniej przeciwko Hiszpanii. Była to pierwsza z trzech wojen o wyzwolenie Kuby. Kolejne miały miejsce w latach 1879-80 (tzw. mała wojna) oraz w latach 1895-98. Nad ranem 10 października, gdy zabrzmiał dzwon wzywający niewolników do pracy, Cespedes wystąpił przed zgromadzonymi pracownikami plantacji i zamiast wydać rozkazy, przyznał im wolność. Wyzwoleni niewolnicy wstąpili w szeregi zwolenników Cespedesa i stanęli po jego stronie podczas wojny z hiszpańskim gubernatorstwem na Kubie. Z tego względu, Cespedes nazywany jest przez Kubańczyków „ojcem ojczyzny” (Padre de la Patria). W kwietniu 1869 r. został on wybrany na urząd pierwszego prezydenta Republiki Kuby.
Wojna dziesięcioletnia była pierwszym poważnym zrywem niepodległościowym wyspy i pierwszą próbą wyzwolenia wszystkich niewolników. Wojna toczyła się pomiędzy dwoma stronnictwami. Do pierwszego stronnictwa należeli plantatorzy tytoniu i rolnicy ze wschodniej Kuby, wspierani przez Mulatów i część niewolników. W przeciwnym obozie znaleźli się plantatorzy trzciny cukrowej z zachodniej części wyspy oraz wojska hiszpańskiego gubernatora Kuby. Plantatorzy trzciny cukrowej opowiadali się przeciwko abolicjonizmowi, ponieważ do uprawy trzciny cukrowej potrzebna była duża liczba rąk do pracy (niewolników). Hugh Thomas, brytyjski historyk, doszedł do wniosku, że wojna dziesięcioletnia była konfliktem pomiędzy Kreolami (potomkami europejskich kolonizatorów, urodzonymi na Kubie) a imigrantami z Hiszpanii. Siły gubernatora otrzymywały wsparcie od bogatych kupców hiszpańskich. Początkowo prowadziły one taktykę defensywną, jednak w miarę rozwoju sytuacji na ich korzyść przemówił stały dopływ zaopatrzenia.
Cespedes został odsunięty od dowodzenia w roku 1873, w wyniku przewrotu. Żołnierze hiszpańscy zabili go w lutym 1874 r. w górskim obozie dla uchodźców. Nowy kubański rząd nie zezwolił mu bowiem na ucieczkę z kraju i odmówił mu ochrony. W roku 1878 wojnę zakończyło podpisanie paktu w Zanjón. Na mocy układu pokojowego zwolniono wszystkich niewolników, którzy brali udział w wojnie. Hiszpanie nie zgodzili się jednak na całkowite zniesienie niewolnictwa. Dopiero dwa lata później wydali zarządzenie o likwidacji niewolnictwa, z zastrzeżeniem, że oswobodzeni pracownicy zobligowani są do przepracowania pewnej liczby lat u byłego pana w zamian za bardzo skromne wynagrodzenie. Pakt nie przewidywał przyznania Kubie niepodległości. Chociaż wojna zakończyła się dla rebeliantów niepomyślnie, to jednak obudziła w Kubańczykach silne i trwałe nadzieje na niepodległość, które kilkakrotnie prowadziły do kolejnych zrywów przeciwko hiszpańskiemu reżimowi.

## Życie osobiste
Cespedes był dwukrotnie żonaty. Za pierwszym razem poślubił Marię del Carmen de Cespedes y del Castilo. Doczekał się z nią trojga dzieci. Po raz drugi ożenił się z Aną Marią de Quesada y Loinaz. Z drugiego małżeństwa urodził się Carlos Manuel de Céspedes y Quesada, późniejszy prezydent Kuby w roku 1933. Przed swoją śmiercią w San Lorenzo, Cespedes miał romans z wdową, Franciscą Rodriguez.
Swojemu piątemu dziecku Cespedes nadał imię Oscar ku czci swego zamordowanego wcześniej syna, który zginął rozstrzelany przez hiszpański pluton egzekucyjny. Władze hiszpańskie porwały Oscara i proponowały jego zwolnienie w zamian za rezygnację Cespedesa z urzędu prezydenta Kuby. Cespedes odparł wtedy, że jego dzieckiem jest nie tylko Oscar, ale każdy Kubańczyk, poległy podczas rewolucji, którą on wzniecił.
Przed rozpoczęciem wojny Cespedes interesował się muzyką. Skomponował m.in. romantyczną pieśń zwaną La Bayamesa.
Podobizna Cespedesa znajdowała się na banknotach o nominale 10 peso do roku 1959. Później zdobiła ona banknoty 100-pesowe. Imieniem Cespedesa nazwano również gminę w kubańskiej prowincji Camagüey.